# Basali
Basali (macedónul: Башали, törökül Başılı) település Észak-Macedóniában, a Délkeleti körzetben, a Valandovói járásban.

## Népesség
| Lakosok száma | 86   | 93   | 51   | 57   |      |
|               | 1948 | 1953 | 1961 | 1971 | 1981 |

2002-ben lakatlan település. Korábban törökök lakták.